# Slap tongue
La tecnica della slap tongue è usata in ambito musicale su clarinetto o sassofono  e consiste nel fare schioccare la lingua sull'ancia per produrre un suono percussivo di cui si può cambiare il timbro con le diverse diteggiature.
Nella notazione musicale lo slap tongue è indicato con il simbolo "+" o con una "x". Non essendovi un simbolo riconosciuto univocamente, è comune riportare la scritta "slap tongue" sopra il primo simbolo per facilitare la comprensione da parte del musicista.
La prima apparizione di questa tecnica risale agli anni 20 introdotta da Stump Evans un sassofonista jazz che suonava nella band King Oliver. Altri musicisti che usarono questa tecnica furono Rudy Wiedoeft, Coleman Hawkins e Fess Williams.